# Trójręka Ikona Matki Bożej
Trójręka Ikona Matki Bożej (serb. Богородица Тројеручица, gr. Tricherousa) – ikona znajdująca się w prawosławnym klasztorze Chilandar, przedstawiająca Maryję z trzema dłońmi.

## Historia
Legendarne pochodzenie ikony ściśle wiąże się z ikonklazmem. Jan z Damaszku wskutek dworskiej intrygi został oskarżony o spisek przeciw cesarzowi Leonowi III. Ukarano go odcięciem ręki, którą powieszono na miejskim bazarze. Teolog prosił kalifa, aby ten oddał mu rękę. Władca uległ prośbom. Święty Jan przyłożył odciętą dłoń do kikutu, i modlił się o uzdrowienie ręki. Wieczorem ukazała mu się Maryja, i sprawiła, że dłoń zrosła się z resztą ciała. Wdzięczny Jan ufundował srebrny odlew uzdrowionej ręki i umieścił ją na ikonie Hodegetrii w jerozolimskiej Ławrze św. Sawy, do której też wstąpił.

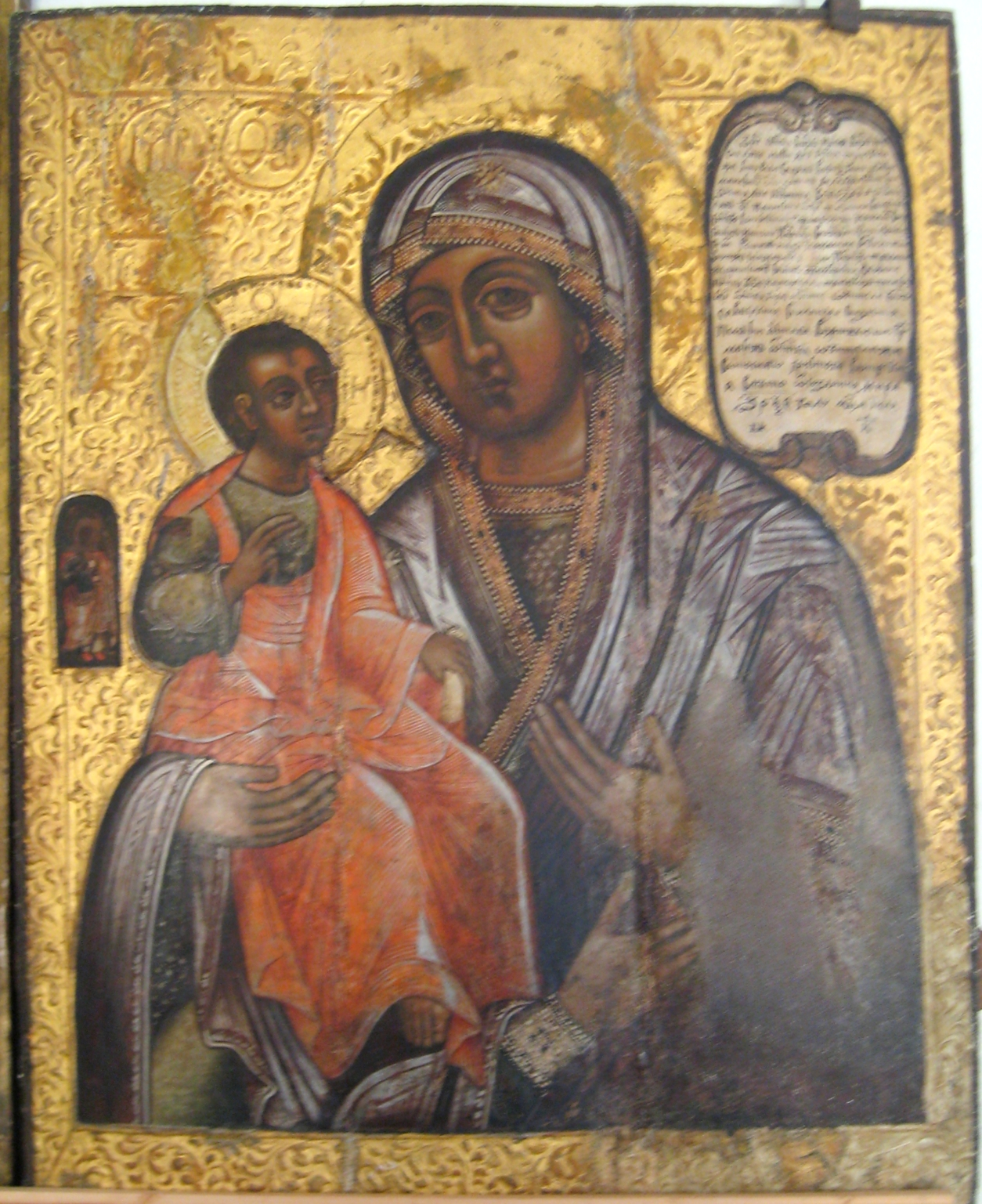
XIX -wieczna kopia w Monasterze Terapontowskim (Rosja)

W 1230 pierwszy serbski arcybiskup, Sawa, miał sprowadzić ikonę do klasztoru Chilandar. Uchodząca za oryginał ikona najprawdopodobniej została napisana w Serbii w XIV wieku. Według innej legendy została wykonana na górze Athos, a trzecia ręka pojawiła się samoistnie. W 1661 patriarcha Nikon zamówił kopię ikony, i umieścił ją we wzniesionym przez siebie monasterze Nowe Jeruzalem w Istrze pod Moskwą. Od tej pory stała się popularna w Rosji. Jej święto wyznaczono na 28 czerwca. Synod Cerkwi rosyjskiej w 1772 uznał ją za niekanoniczną. Od tej pory czczona była wśród staroobrzędowców

### Opis
Ikona przedstawia Maryję w typie Dexiokratusy  (Hodegetrii z dzieciątkiem na prawym ramieniu). Trzecia ręka umieszczona jest na dole w centrum lub po lewej stronie. Występuje także w dwóch kolorach, zależnie od wersji legendy: w kolorze srebrnym, nawiązując do wotum, albo w kolorze karnacji ciała.